# 巴勃罗·伊格莱西亚斯·波塞

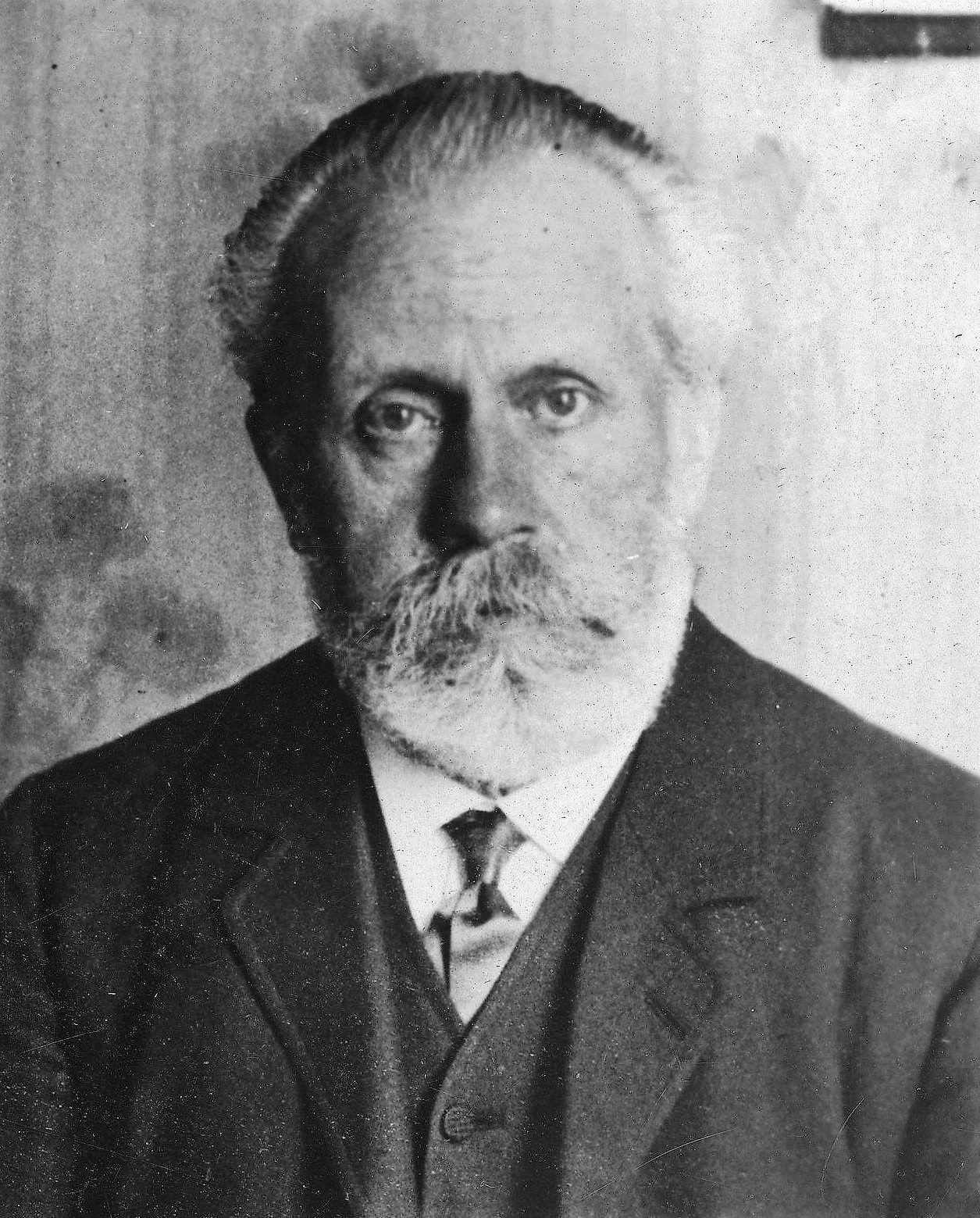
巴勃罗·伊格莱西亚斯·波塞

巴勃罗·伊格莱西亚斯·波塞（西班牙語：Pablo Iglesias Posse；1850年10月17日—1925年12月9日）是西班牙的一个社会主义活动家和马克思主义工人运动领袖，被誉为“西班牙社会主义之父”。1850年，他出生于费罗尔的一个贫穷家庭。9岁时，作为市政工人的父亲去世。曾当过排字工人。1879年，创建西班牙工人社会党（1888年起，任该党主席，直至去世）。1888年，创建劳动者总联盟。1906年—1910年，任马德里市议会议员。1910年—1923年，任众议院议员。1925年，在马德里逝世。